# Henri Froment-Meurice
Pour les articles homonymes, voir Froment-Meurice.
Henri Froment-Meurice, né le 5 juin 1923 dans le 8e arrondissement de Paris, ville où il est mort le 1er juillet 2018 dans le 16e arrondissement,, est un diplomate français.

## Biographie
Issu de la famille Froment-Meurice, ce proche de René Pleven poursuit ses études à l'ENA où il rencontre sa future épouse, Gabrielle, seconde femme à sortir de cette école en 1949, disparue en 1993.
Il fait sa carrière au quai d'Orsay :
- première mission de chef de poste en tant que chargé d'affaires en l'absence d'ambassadeur formellement accrédité après la reprise des relations diplomatiques avec l'Égypte, après l'affaire de Suez ;
- en poste au Japon dans les années 1950 ;
- directeur de l'Asie du Sud-Est au ministère des Affaires étrangères[4] ;
- ambassadeur en URSS de 1979 à janvier 1982 ;
- ambassadeur en République fédérale d'Allemagne de 1982 à 1983[4].

En 1984, il est élevé à la dignité d'ambassadeur de France.

## Ouvrages
- Une Éducation politique, Paris, Julliard , 1987 - Prix Paul-Flat de l’Académie française
- Vu du quai, mémoires 1945-1983, Paris, Fayard, 1994.
- Journal d'Asie, Paris, L'Harmattan, 2005.
- Les femmes et Jésus, Paris, Le Cerf, 2007.
- Journal de Moscou, Paris, Armand Colin, 2011.

## Pour approfondir